# Rio Bâsca Mare

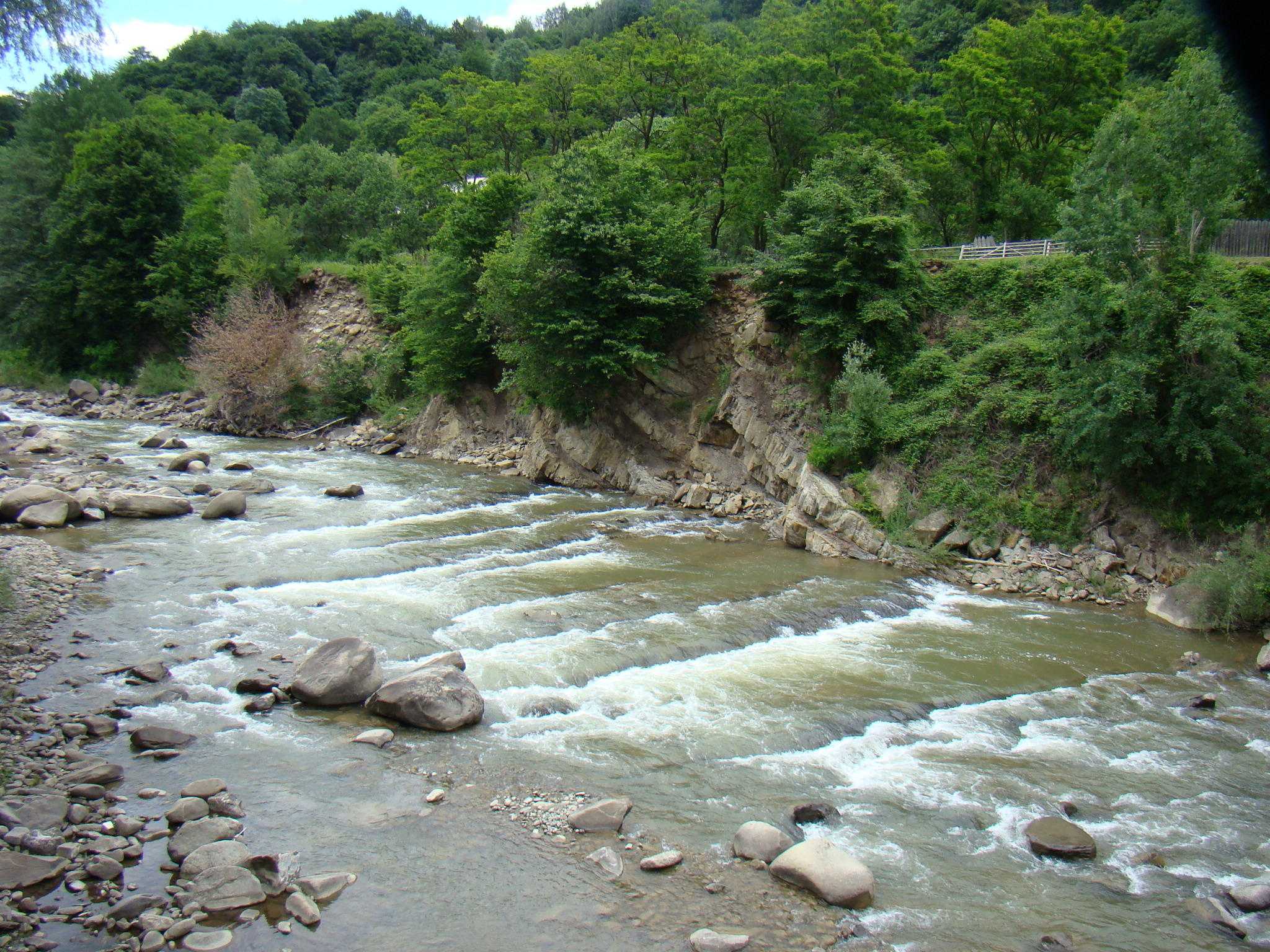

O Rio Bâsca Mare é um rio da Romênia afluente do Rio Bâsca Roziliei, localizado no distrito de Covasna,

Buzău.